# مدرسه استودیویی

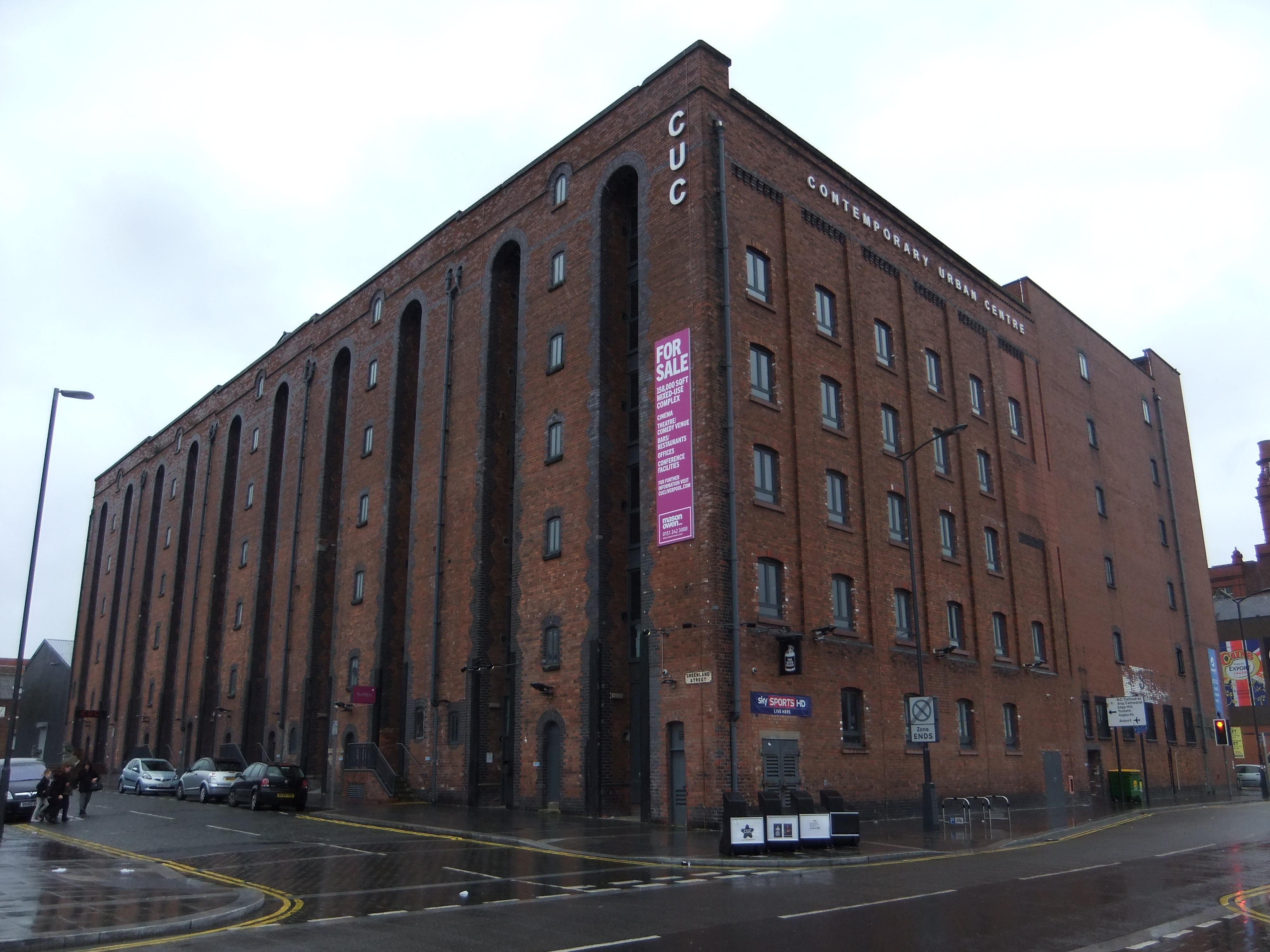
مدرسه استودیویی لیورپول، یک مدرسه استودیویی در لیورپول

مدرسهٔ استودیویی (انگلیسی: Studio school) نوعی مدرسهٔ متوسطهٔ تخصصی در انگلستان است که برای ارائه مهارت‌های عملی به دانش‌آموزان در محیط‌های کاری، همراه با دوره‌های تحصیلی سنتی آکادمیک و حرفه‌ای طراحی شده است. مانند مدارس سنتی، مدارس استودیویی برنامه درسی ملی را تدریس می‌کنند و مدارک تحصیلی آکادمیک و حرفه‌ای ارائه می‌دهند. با این حال، مدارس استودیویی همچنین ارتباطاتی با کارفرمایان دارند و آموزش‌هایی مرتبط با محیط کار ارائه می‌کنند.